# Pathos (Silvia Salemi)
Pathos è il terzo album della cantante italiana Silvia Salemi, pubblicato dall'etichetta discografica Oltre la Musica e distribuito dalla BMG nel 1998.

## Descrizione
Il brano che dà il titolo al disco ha partecipato al Festival di Sanremo nella sezione Campioni, piazzandosi al 5º posto nella graduatoria finale.
Dall'album, oltre al brano sanremese, sono stati estratti altri due singoli: Odiami perché e Soli in paradiso.

## Tracce
1. W l'anima libera – 4:15
2. Nudi, vergini – 4:06
3. Pathos – 4:01
4. Un pensiero fisso – 4:01
5. Soli in paradiso – 4:07
6. Odiami perché – 3:54
7. La maison – 4:54
8. Un punto blu – 4:21
9. Le 4 fasi – 3:52
10. Agghiu vistu – 2:12

Durata totale: 39:43

## Formazione
- Silvia Salemi - voce
- Massimo Fumanti - chitarra elettrica, chitarra acustica
- Beppe Basile - batteria
- Massimo Di Vecchio - pianoforte, organo Hammond, programmazione
- Armando De La Rosa - fisarmonica
- Marco Siniscalco - basso
- Marcello Surace - batteria
- Luca Rocco - violino
- Aldo Bassi - tromba
- Claudio De Bernardino - armonica
- Claudia Arvati, Charlie Cannon, Marilù Monreale, Douglas Meakin - cori